# Belgie na zimních olympijských hrách
Belgie na zimních olympijských hrách startuje od roku 1924. Toto je přehled účastí, medailového zisku a vlajkonošů na dané sportovní události.

## Účast na Zimních olympijských hrách
| Dějiště ZOH                 | ZOH      | Vlajkonoš                       | Zlatá medaile | Stříbrná medaile | Bronzová medaile | Celkem |
| --------------------------- | -------- | ------------------------------- | ------------- | ---------------- | ---------------- | ------ |
| 1924 Chamonix               | ZOH 1924 |                                 |               |                  | 1                | 1      |
| 1928 Svatý Mořic            | ZOH 1928 |                                 |               |                  | 1                | 1      |
| 1932 Lake Placid            | ZOH 1932 |                                 |               |                  |                  | 0      |
| 1936 Garmisch-Partenkirchen | ZOH 1936 | Eric De Spoelberch              |               |                  |                  | 0      |
| 1948 Svatý Mořic            | ZOH 1948 | Max Houben                      | 1             | 1                |                  | 2      |
| 1952 Oslo                   | ZOH 1952 |                                 |               |                  |                  | 0      |
| 1960 Squaw Valley           | ZOH 1960 |                                 |               |                  |                  | Ne     |
| 1964 Innsbruck              | ZOH 1964 |                                 |               |                  |                  | 0      |
| 1968 Grenoble               | ZOH 1968 |                                 |               |                  |                  | Ne     |
| 1972 Sapporo                | ZOH 1972 | Robert Blanchaer                |               |                  |                  | 0      |
| 1976 Innsbruck              | ZOH 1976 | Robert Blanchaer                |               |                  |                  | 0      |
| 1980 Lake Placid            | ZOH 1980 | Henri Mollin                    |               |                  |                  | 0      |
| 1984 Sarajevo               | ZOH 1984 | Henri Mollin                    |               |                  |                  | 0      |
| 1988 Calgary                | ZOH 1988 | Julio Moreschi                  |               |                  |                  | 0      |
| 1992 Albertville            | ZOH 1992 | Carolina Eiras                  |               |                  |                  | 0      |
| 1994 Lillehammer            | ZOH 1994 | María Giro                      |               |                  |                  | 0      |
| 1998 Nagano                 | ZOH 1998 | Carola Calello                  |               |                  | 1                | 1      |
| 2002 Salt Lake City         | ZOH 2002 | Cristian Simari Birkner         |               |                  |                  | 0      |
| 2006 Turín                  | ZOH 2006 | María Simari Birkner            |               |                  |                  | 0      |
| 2010 Vancouver              | ZOH 2010 | Cristian Simari Birkner         |               |                  |                  | 0      |
| 2014 Soči                   | ZOH 2014 | Hanna Marián                    |               |                  |                  | 0      |
| 2018 Pchjongčchang          | ZOH 2018 | Seppe Smits                     |               | 1                |                  | 1      |
| 2022 Peking                 | ZOH 2022 | Loena Hendrickx Armand Marchant | 1             |                  | 1                | 2      |
| 2026 Milán                  | ZOH 2026 |                                 |               |                  |                  |        |
| Celkem                      | 21       |                                 | 2             | 2                | 4                | 8      |
| Zdroj na Olympedia.org      |          |                                 |               |                  |                  |        |